# Christopher Schissler

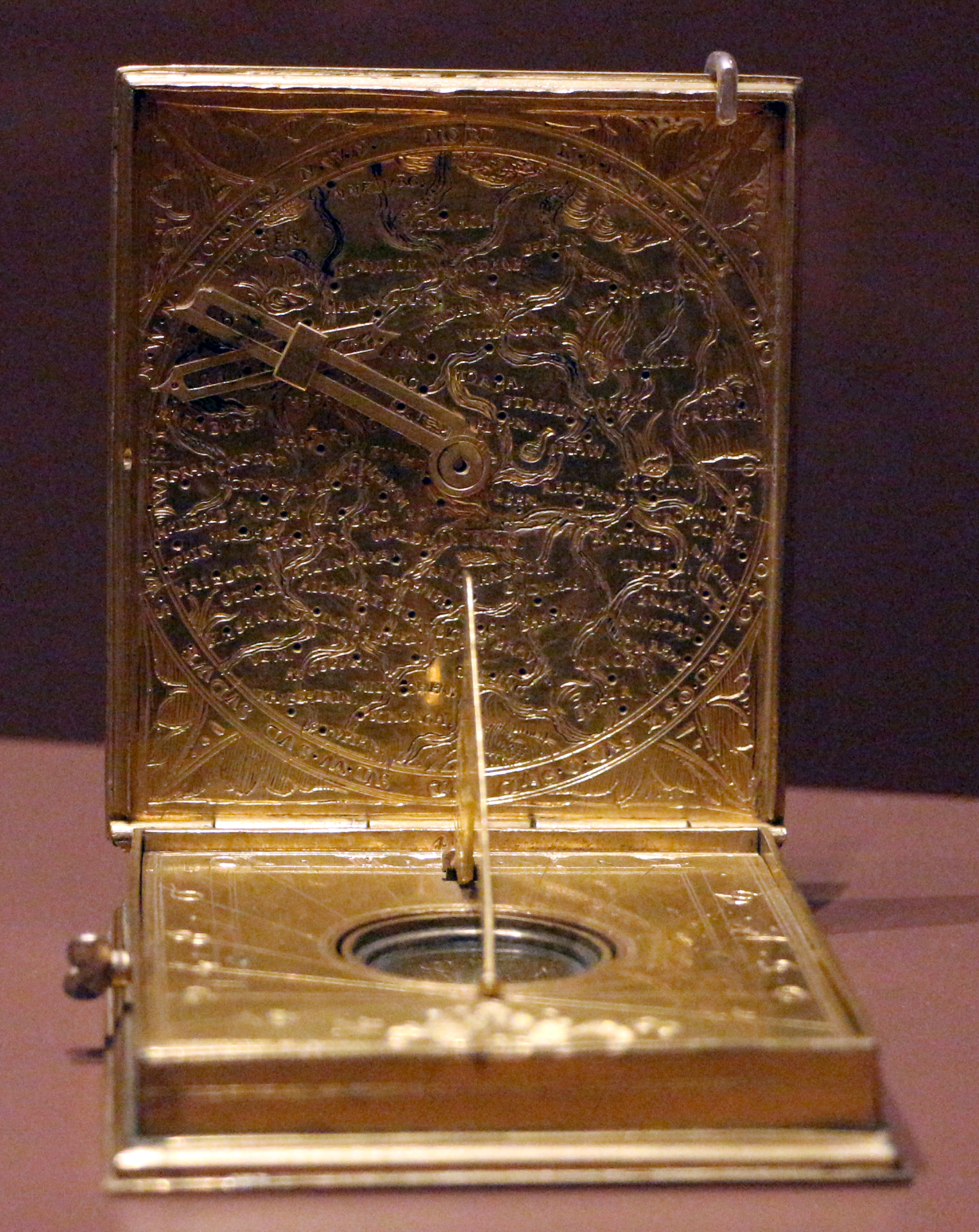
Atelier de Christopher Schissler, compendio astronòmico, 1570 ca.

Christopher Schissler (c. 1531 - 14 de septiembre de 1608) fue un constructor de instrumentos científicos de gran precisión. Su vida profesional se realizó en Augsburgo donde realizó astrolabios, cuadrantes, esferas armilares, relojes solares portátiles (ajustados a latitudes de funcionamiento entre Inglaterra e Italia). Más de cien instrumentos se conservan en la actualidad en diversos museos de la ciencia repartidos por Alemania. En 1571 Schissler viaja con la corte de Augusto de Sajonia con el objeto de poder hacer demostraciones de sus instrumentos en Dresde. A pesar de ello en el periodo de 1598 hasta 1602 estuvo desarrollando instrumentos en una especie de tienda dedicada a ello. Su hijo Hans Christoph fue continuador de la labor constructora de instrumentos iniciada por su padre.